# Artibeus inopinatus
Artibeus inopinatus — вид родини листконосові (Phyllostomidae), ссавець ряду лиликоподібні (Vespertilioniformes, seu Chiroptera).

## Морфологічні й генетичні особливості
Довжина голови і тіла 72 мм, довжина передпліччя між 48 і 53 мм, довжина стопи від 14 до 15 мм, довжина вух 18 мм і вага до 36 гр.
Хутро дуже коротке, товсте і оксамитове. Спина сірого кольору, черевна частина світліша, з білими кінчиками волосків. Писок короткий і широкий. Лист носа добре розвинений, ланцетний. Є дві світлі смуги на кожній стороні обличчя. Вуха короткі, широкі і округлі. Не має хвоста.

## Середовище проживання
Країни поширення: Сальвадор, Гватемала, Гондурас, Нікарагуа. Живе від низовин до 1100 м. Зазвичай зустрічається в сухих чагарниках, а також в листяних лісах і гаях бананів.

## Життя
Харчується фруктами. Пологи відбуваються в період між червнем і липнем. Ховається всередині будівель і під великим листям дерев, таких як банани невеликими групами в десяток осіб, часто тільки з одним дорослим самцем і кількома самицями і молоддю.